# Burton (Washington)
Burton es un área no incorporada ubicada en el condado de King en el estado estadounidense de Washington.

## Geografía
Burton se encuentra ubicado en las coordenadas 47°23′21″N 122°27′33″O / 47.38917, -122.45917.